# European Physical Journal B
European Physical Journal B: Condensed Matter is een internationaal, aan collegiale toetsing onderworpen wetenschappelijk tijdschrift op het gebied van de fysica van de gecondenseerde materie.
De naam wordt in literatuurverwijzingen meestal afgekort tot Eur. Phys. J. B Condens. Matter.
Het wordt uitgegeven door Springer Science+Business Media namens de European Physical Society en verschijnt tweemaandelijks.
Het eerste nummer verscheen in 1998.